# Flugan (flygplan)

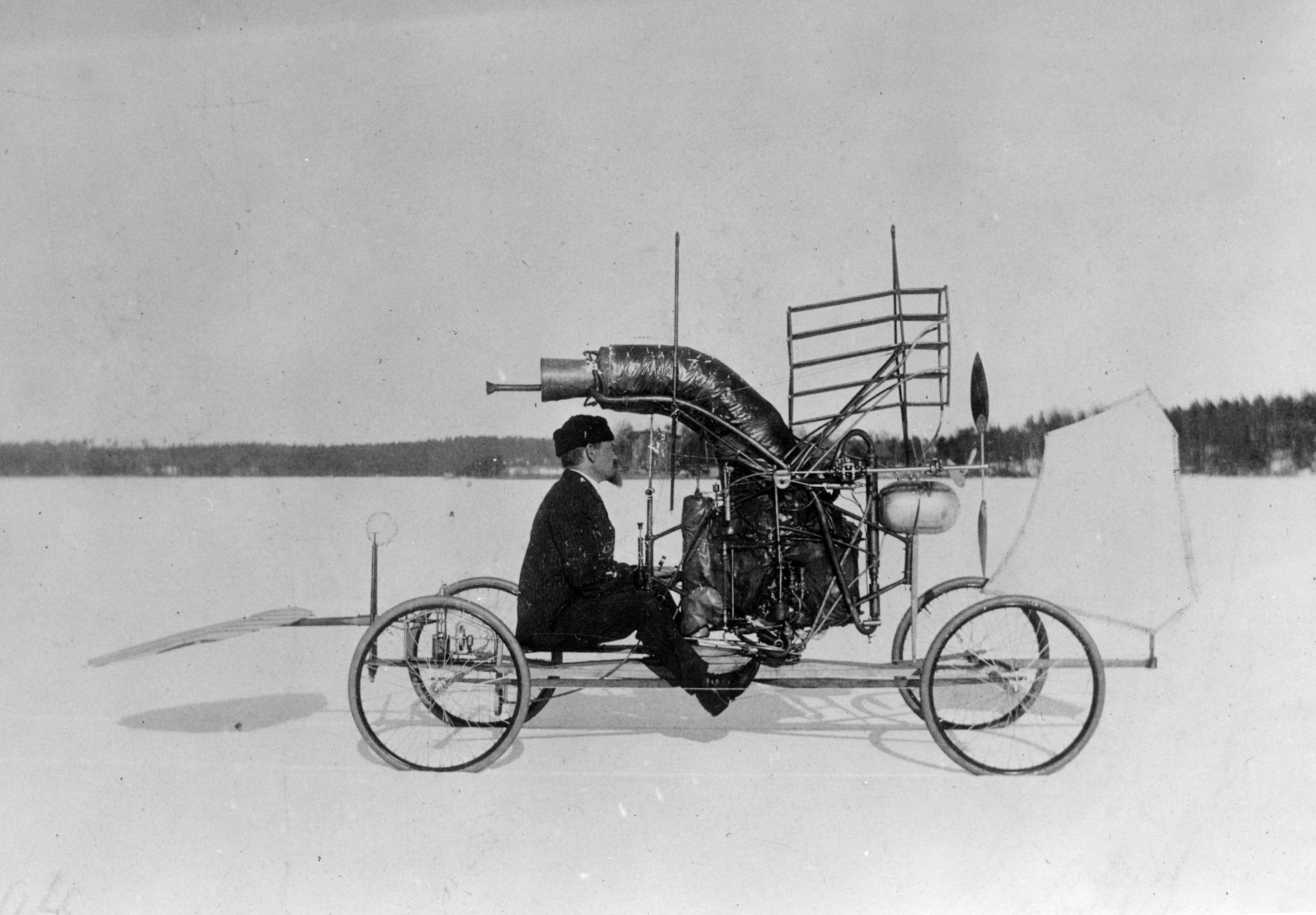
Det ångmaskinsdrivna testflygplanet "Flugan" på Askrikefjärdens is, 1904.

Flugan var ett flygplan som konstruerades av uppfinnaren och flygpionjären Carl Richard Nyberg.

## Historik

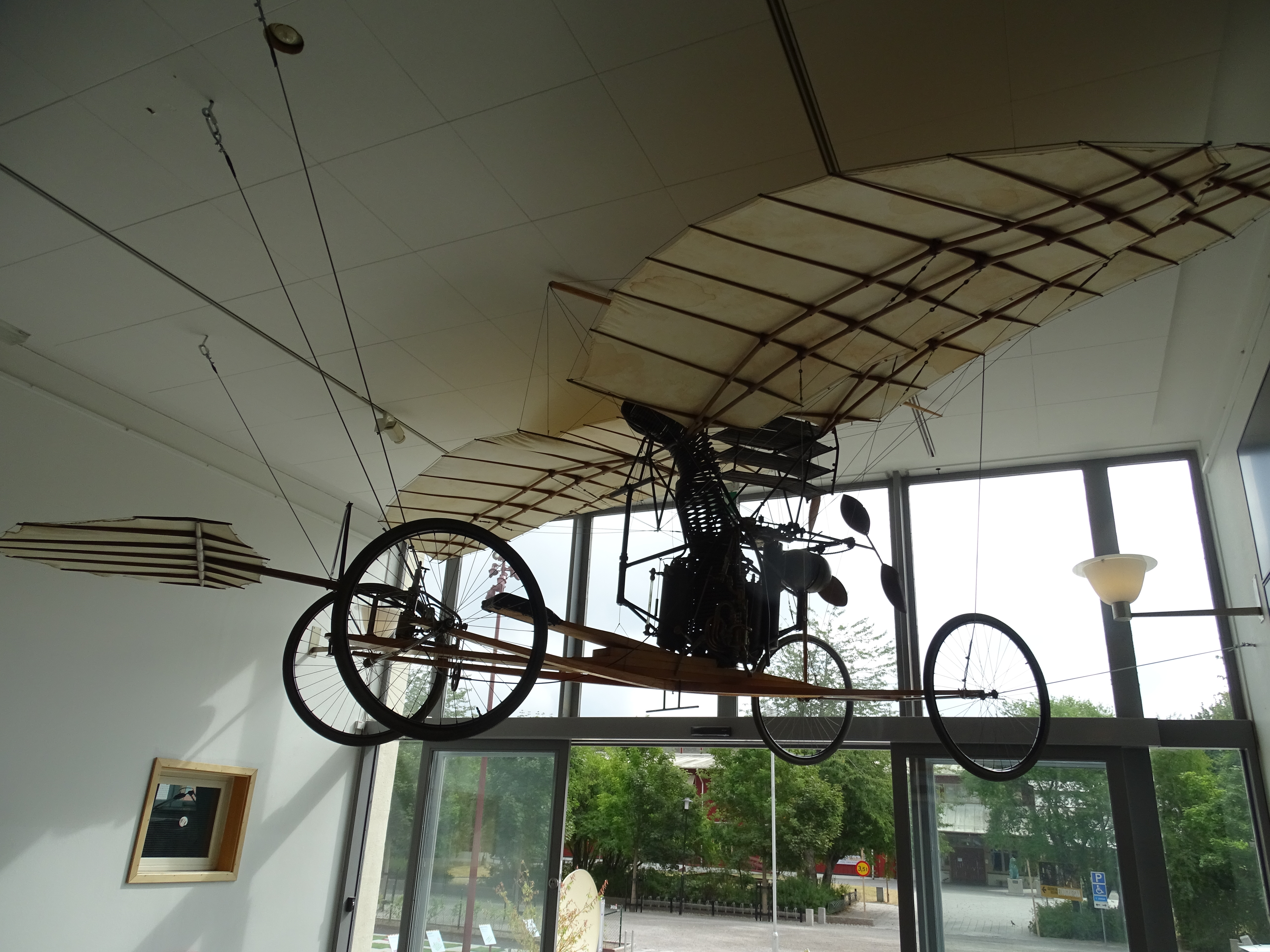
Rekonstruktionen på Tekniska museet.

Carl Richard Nyberg var en av Sveriges första flygkonstruktörer. Drivningen till hans flygplan Flugan var en ångmaskin, där pannan eldades med fyra blåslampor. Maskinen hade en maximalt avgiven effekt på 7 kW (10 hk) vid 2 000 varv per minut och hade två propellrar.
Nyberg utförde prov med sitt flygplan på en rundbana vid sitt hus på Täcka udden på Lidingö och från 1903 ute på Askrikefjärdens is. Flugan orkade dock inte lyfta utan gjorde enbart korta luftskutt. Flugans grundkonstruktion var visserligen mycket lätt men på grund av ångmaskinen hade planet ändå en för svag maskinkraft. Den kunde lyfta sig själv, men inte en medföljande pilot.
Carl Richard Nyberg påbörjade sina flygexperiment redan 1898 och fortsatte med försöken fram till 1910. Till sin hjälp för beräkningar hade han professor Johan Erik Cederblom på Kungliga Tekniska högskolan och maskiningenjör Anders Rosborg. En rekonstruktion av Flugan finns idag på Tekniska museet i Stockholm.

## Data om Flugan
- Spännvidd: 5 meter
- Vingytan: 13 m²
- Motoreffekt: 7 kW (motsvarande 9,5 hk)
- Vikt: 80 kg

## Fotnot
1. ↑  ”Tekniska museet: Carl Richard Nyberg”. Arkiverad från originalet den 10 november 2014. https://web.archive.org/web/20141110094237/http://www.tekniskamuseet.se/1/1923.html.
2. ↑  ”Ångmaskinen fick vingar på Lidingö”. Mitt i Stockholm. Arkiverad från originalet den 10 november 2014. https://archive.is/20141110080249/http://178.16.218.250/angmaskinen-fick-vingar-pa-lidingo/.
3. ↑  ”Arlanda flygsamlingar”. http://arlandaflygsamlingar.se/?page_id=493.
4. ↑  Arkivarie Per-Olov Bjällhag, Tekniska museets hemsida december 2003.